# Callogobius liolepis
Callogobius liolepis är en fiskart som beskrevs av Koumans, 1931. Callogobius liolepis ingår i släktet Callogobius och familjen smörbultsfiskar. Inga underarter finns listade.